# Fredericia Idrætscenter
Fredericia Idrætscenter er en sportshal i Fredericia i Danmark, der bliver brugt til mange sportsgrene, men hovedsageligt håndbold. Hallen har plads til ca. 2225 tilskuere (ca. 850 siddepladser), og den er hjemmebane for håndboldklubben Fredericia HK.

## Eksterne links
- Fredericia Idrætscenter Arkiveret 10. maj 2006 hos  Wayback Machine

55°34′36.92″N 9°43′38.91″Ø / 55.5769222°N 9.7274750°Ø
|  | Denne artikel om en bygning eller et bygningsværk kan blive bedre, hvis der indsættes et (bedre) billede. Du kan hjælpe ved at afsøge Wikimedia Commons for et passende billede eller lægge et op på Wikimedia Commons med en af de tilladte licenser og indsætte det i artiklen. |